# Gheorghe Marinescu
Pour les articles homonymes, voir Marinescu.
Gheorghe Marinescu (parfois transcrit en Georges Marinesco en français et en anglais), né le 28 février 1863 à Bucarest et mort le 15 mai 1938 à Bucarest, est un médecin, neurologue et neuropathologiste roumain de renommée internationale, élève de Jean-Martin Charcot et d'Emil du Bois-Reymond ; il est considéré comme le fondateur de l'école roumaine de neurologie.

## Biographie
Après avoir commencé des études de médecine à l'Université de Bucarest, il travaille dans le laboratoire de histopathologie et à l'Institut de Bactériologie sous la direction de Victor Babeș. Sur la recommandation de ce dernier, il obtient une bourse nationale pour se spécialiser en neurologie, sous la direction de Jean-Martin Charcot à la Clinique des Maladies du système nerveux de l'Hôpital de la Salpêtrière à Paris. Il lie alors une étroite amitié avec Pierre Marie et Joseph Babinski. Sur la recommandation de Pierre Marie, Marinescu présente en 1890 au congrès international de Berlin le résultat des recherches faites sur la morphopathologie de l'acromégalie. Il poursuit ses travaux scientifiques avec Carl Weigert à Francfort et avec Emil du Bois-Reymond à Berlin.
En 1897, de retour à Bucarest, après avoir obtenu le titre de Docteur en Médecine, il prend la direction de la nouvelle clinique universitaire des maladies nerveuses à l'hôpital Colentin. Il y restera jusqu'à la fin de sa vie et continuera de publier avec ses élèves.

## Travaux scientifiques
Il a apporté des contributions originales dans l'étude de la cellule nerveuse. Sa monographie monumentale intitulé La Cellule Nerveuse est parue en 1909 avec une préface de Santiago Ramón y Cajal. La description, en collaboration avec le neuropathologiste français Paul Oscar Blocq, des modifications retrouvées dans la substantia nigra pour un cas de parkinsonisme, a constitué la base de la théorie émise par Édouard Brissaud sur le substratum pathologique de cette maladie.
En lien avec les frères Lumière[réf. souhaitée], il est l'un des premiers scientifiques à utiliser le cinéma pour réaliser des documentaires médicaux : étude de la marche chez l'hémiplégique et chez l'ataxique, enregistrement des troubles du mouvement dans les affections neuromusculaires. Il publie ces derniers résultats en 1937, dans la monographie Le Tonus des Muscles Striés, précédée d'une préface de Sir Charles Scott Sherrington. Ses recherches ultramicroscopiques lui ont permis faire le lien entre les données de la coloration colloidale et la structure du neurone.
C'était Marinescu, entre tous les élèves de Charcot, qui a été choisi en 1925 pour évoquer la mémoire du grand maître à l'occasion de la célébration du centième anniversaire de sa naissance.

## Éponymie

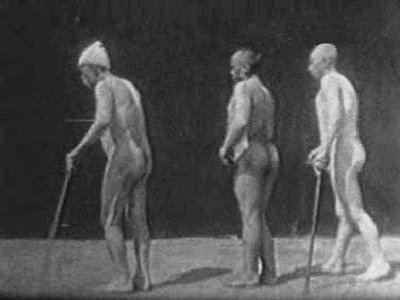
Gheorghe Marinescu: image extraite d'un film scientifique

- « Main succulente de Marinescu »[3] : œdème, froideur et pâleur de la main décrits dans la syringomyélie.
- Syndrome de Marinesco-Sjögren (ou syndrome de Marinesco-Garland) : maladie génétique avec ataxie spino-cérébelleuse, dysarthrie, retard mental et cataracte[4],[5],[6].
- « Réflexe palmo-mentonnier [de Marinescu-Radovici] »[7] : réflexe archaïque retrouvé parfois chez le sujet adulte normal (de manière bilatérale) mais aussi dans les atteintes du lobe frontal (du côté opposé à la lésion). Il se manifeste par la contraction de la houppe du menton lors du frottement de la paume de la main.
- Corpuscules de Marinesco[8].

## Œuvres et publications
- Main succulente et atrophie musculaire dans la syringomyélie [Thèse de médecine, Paris, 1896-1897, tome 30, n ° 241], Paris, 1897, in 8°.
- Pathologie de la cellule nerveuse, [rapport présenté au Congrès international de médecine tenu à Moscou du 19-26 août 1897], G. Carré (Paris), 1897, 1 vol. (VI-58 p.) : ill. ; in-4, lire en ligne sur Gallica.
- La cellule nerveuse, [préface de Santiago Ramón y Cajal], Octave Doin (Paris), 1909, 2 volumes,

1. Tome premier, Texte intégral.
2. Tome second, Texte intégral.

- « Étude anatomique et clinique des plaques dites séniles », L'Encéphale (Paris), 1912, 1er semestre, p. 105-132, Texte intégral.

En collaboration
- avec Draganesco S., Vasiliu D., « Nouvelle maladie familiale caractérisée par une cataracte congénitale et un arrêt du développement somato-neuro-psychique », L'Encéphale (Paris), 1931,Vol. 26, p. 97-109, Texte intégral.
- avec State Draganesco, « Contribution anatomo-clinique à l'étude du syndrome de Foerster », L'Encéphale (Paris) 1929, Vol. 24, p. 685-99,Texte intégral.